# Nikon D3300

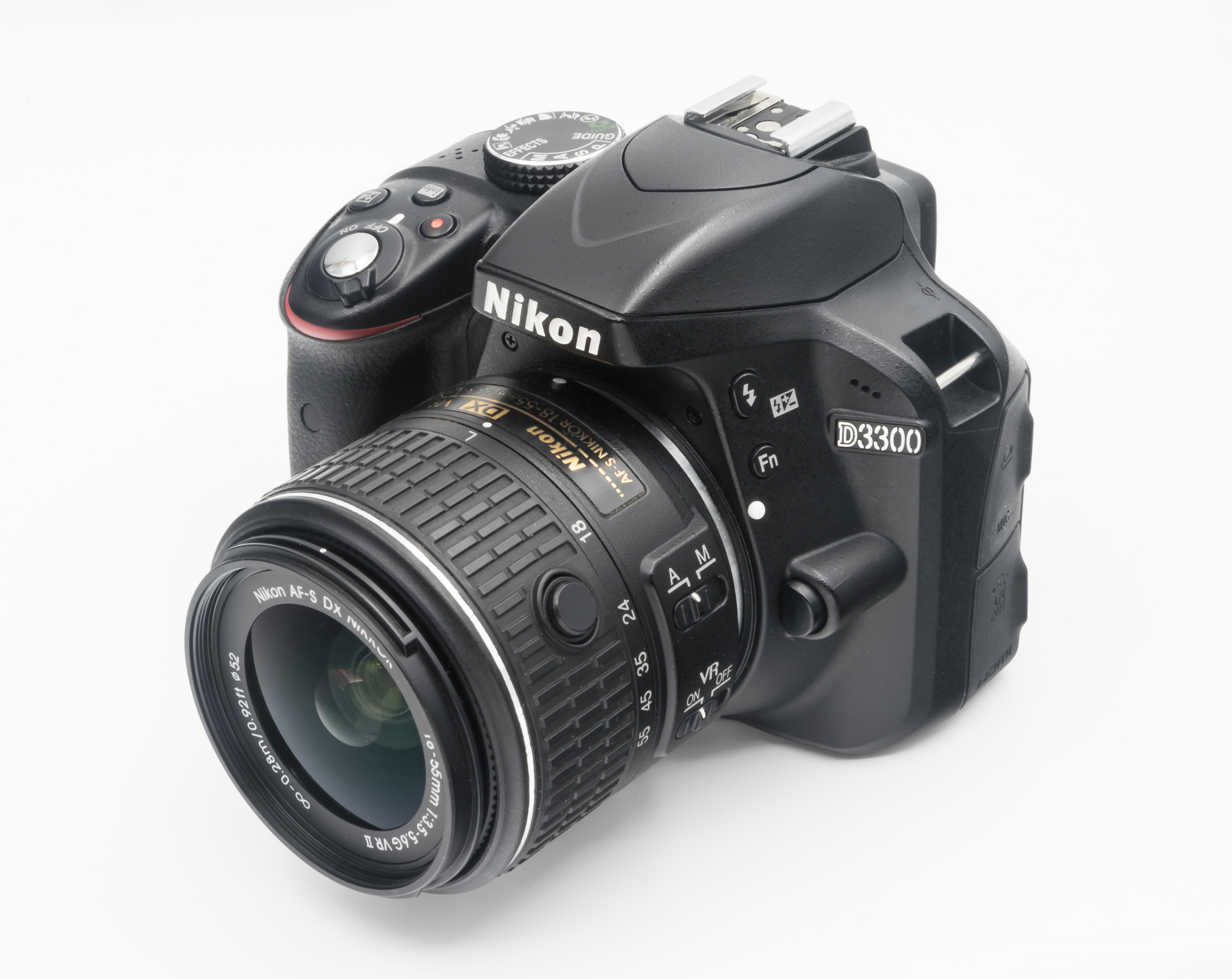
Nikon D3300

Nikon D3300 — цифровий однооб'єктивний дзеркальний фотоапарат початкового рівня компанії Nikon з 24,2-мегапіксельною КМОП-матрицею формату DX, випущений на початку 2014 року, являє собою модернізацію моделі D3200.
Після півторарічної розробки, був продемонстрований на CES 2014. Лейтмотивом оновлення лінійки стала компактність і здешевлення.

## Опис конструкції
У порівнянні з моделлю 3200 відчутно компактніше став тільки об'єктив камери, що поставляється в комплекті розміром 18-55 мм. Матеріалом для корпусу вибрано вуглеволокно. Для поліпшення ергономіки змінено розташування приладів управління. В іншому ж, на лицьовій стороні повторюються рішення з попередньої версії. На панелі управління змінено розташування барабана селектора режимів і сам селектор, додані пункти художніх ефектів і декількох найбільш зажаданих режимів. Праворуч від селектора отвори системного динаміка. Петлі кріплення розташовані на протилежних краях корпусу.
З правої сторони за гумовими заглушками приховані порти USB і HDMI і роз'єм для підключення зовнішніх модулів, гніздо підключення зовнішнього мікрофона (в порівнянні з 3200 моделлю) перемістилося на протилежну грань корпусу. Батарейний відсік, за традицією, усередині руків'я.
Місткість нового акумулятора EN-EL14a тепер становить 1230 мАг. Модель доступна тільки в трьох кольорах: чорний, сірий та червоний.

## Екран і видошукач
Фотоапарат оснащений TFT-екраном діагоналлю 3", без сенсорного управління, конструкція екрана нерухома. Видошукач має 95 % покриття кадру, а ступінь збільшення 0.85 х. 

## Функціональні можливості
Сенсор має роздільність 24 Мп без фільтра нижніх частот (це рішення у зв'язку з політикою компанії про відмову від фільтра для підвищення деталізації). Діапазон світлочутливості — ISO 100-12800, а верхній поріг — ISO 25600 (ISO Boost). У камеру вбудований новий процесор «EXPEED 4», який виконує завдання по зниженню шумів на високих ISO, визначення балансу білого, збільшення частоти серійного знімання до 5 кадрів в секунду, зниження енергоспоживання.
Відеоролики записуються в роздільності Full HD з частотою кадру 60, 30 або 24 в секунду. Фазовим фокусуванням займається модуль Nikon Multi-CAM 1000. Діапазон витримок аналогічний 3200 моделі: 1/4000 — 30 секунд.

### Художні ефекти
Тепер ефектів 13 штук. У порівнянні з попередньою версією новими є лише чотири: Photo Illustration, Super Vivid, Pop і Easy Panorama. Для фільмування не доступний тільки панорамний режим.

### Оновлена оптика
У комплекті поставляється новий зум-об'єктив: «AF-S NIKKOR 18-55 mm f/3.5-5.6 G VR II». Він став компактніше 3200 моделі і має складну конструкцію. Об'єктив оснащений кнопкою фіксації й перемикачем режимів фокусування та оптичної стабілізації зображення.

## Ціна
Фотоапарат з'явився на американському ринку на початку лютого за ціною 650 доларів США (комплект з об'єктивом).

## Нагороди
Nikon D3300 став лауреатом премії TIPA (Technical Image Press Association) у номінації «кращий цифровий дзеркальний фотоапарат початкового рівня» (Best Digital SLR Entry Level, 2014).